# 毘闍耶 (占婆)

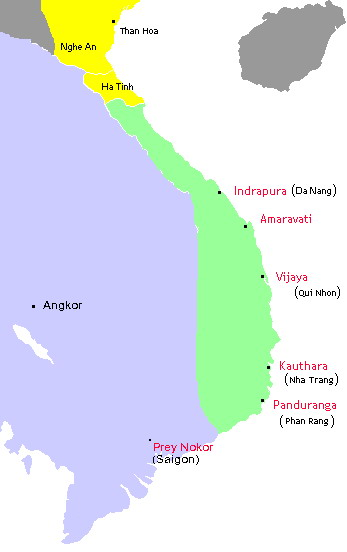
占婆地圖

毘闍耶（梵語： Vijaya）是占婆王國的一個組成國，其統治區域位於今日越南平定省南部一帶。
毘闍耶的統治中心位於今天的闍槃遺址（又稱茶槃遺址），被稱為毘闍耶城。在中國史料中，毘闍耶城以「新州」的名字登場。該城位於昆河（Sông Côn）的下游，土地適宜耕作。其入海口有一個名叫「唎皮奈」（Çri Vinaya）的重要港口。
毘闍耶又有蓬皮势、宝毗齐、苏密洲、施备州、佛逝、新洲、新县、大州、交南州等称。新州、苏密洲、施备州、新洲、新县原均系占城国中部地区名。
毘闍耶自982年占婆首都因陀羅補羅被廢棄之後，成為了占婆的新首都。毘闍耶曾數度被北方大越國軍隊攻佔和洗劫。1471年，越南皇帝黎聖宗攻打占婆，攻破毘闍耶。在燒殺搶劫之後，毘闍耶之地被越南佔領，占婆以南部的賓童龍為首都。

## 註解
1. ↑  《诸蕃志》卷上占城国“占城……国都号新州”。《岛夷志略》占城，“地据海冲，与新、旧州为邻”。